# جو أندرسون (ممثل)
جو اندرسون (بالإنجليزية: Joe Anderson)‏ مواليد 26 مارس 1982 في إنجلترا، هو ممثل إنجليزي بدأ مسيرته الفنية عام 2004.

## الأعمال

### أفلام
- كريب
- أصبحت جين
- سيطرة
- عبر الكون
- أميليا
- ملحمة الشفق: الفجر المشرق الجزء الثاني
- الرمادي (الدور: فلانيري)
- الحب المدمر

## روابط خارجية
- جو أندرسون على موقع IMDb (الإنجليزية)
- جو أندرسون على موقع روتن توميتوز (الإنجليزية)
- جو أندرسون على موقع ألو سيني (الفرنسية)
- جو أندرسون على موقع ميوزك برينز (الإنجليزية)
- جو أندرسون على موقع أول موفي (الإنجليزية)
- جو أندرسون على موقع قاعدة بيانات الأفلام السويدية (السويدية)
- جو أندرسون على موقع إن إن دي بي (الإنجليزية)
- جو أندرسون على موقع ديسكوغز (الإنجليزية)
- جو أندرسون على موقع قاعدة بيانات الفيلم (الإنجليزية)
- جو أندرسون على موقع كينوبويسك (الروسية)